# Petar Stoychev
Petar Stoychev, en bulgare : Петър Стойчев, né le 24 octobre 1976 à Momčilgrad, est un nageur bulgare, spécialiste des épreuves de nage en eau libre.

## Biographie
Petar Stoychev, en plus de dominer les classements en eau libre pendant onze années consécutives entre 2001 et 2011, a également participé à des compétitions en bassin. Participant à quatre éditions des Jeux olympiques de 2000 à 2012, il a terminé sixième du 10 km aux Jeux olympiques d'été de 2008 où il était le porte-drapeau de la délégation bulgare durant la cérémonie d'ouverture et neuvième aux Jeux olympiques d'été de 2012. 
En 2011, il devient le premier champion du monde bulgare de natation en eau libre après sa victoire sur le 25 kilomètres.
En mars 2013, il a été nommé ministre des sports bulgare par intérim.
En 2007, il a établi un nouveau record du monde de la traversée de la Manche à la nage en 6 heures 57 minutes et 50 secondes, devenant le premier à la réaliser en moins de sept heures. Le record est battu de 2 minutes par l'Australien Trent Grimsey en 2012.
Il fait son entrée dans l'International Swimming Hall of Fame en 2018.

## Palmarès

### Championnats du monde
- Honolulu 2000 :  Médaille d'argent au 10 km
- Barcelone 2003 :  Médaille de bronze au 25 km
- Montréal 2005 :  Médaille de bronze au 10 km
- Montréal 2005 :  Médaille de bronze au 25 km
- Naples 2006 :  Médaille de bronze au 25 km
- Roberval 2010 :  Médaille de bronze au 25 km
- Shanghai 2011 :  Médaille d'or au 25 km

### Championnats d'Europe
- Madrid 2004 :  Médaille de bronze au 25 km
- Eilat 2011 :  Médaille d'argent au 25 km
- Piombino 2012 :  Médaille d'or au 25 km

### Raids
- Traversée de la Manche à la nage en 2007 : 6 h 57 min 50 s

### Autres
Il est vainqueur à onze reprises du circuit mondial de la natation en eau libre de 2001 à 2011.

## Distinction
- Membre de l'International Swimming Hall of Fame en 2018